# 北條氏康
北條氏康（1515年—1571年10月21日）是日本戰國時代的武將、大名。他以第三代家督的身份，領導後北条氏與室町幕府關東管領上杉氏山內上杉家、扇谷上杉家、越後守護長尾氏、甲斐守護武田氏、駿河大名今川氏，以及關東地方和周邊諸侯爭鬥，在與甲斐之虎武田晴信、越後之龍長尾景虎、東海道第一弓取今川義元爭鬥分庭抗禮時，立於不敗之地，被人稱為相模之獅，使北条家在關東地方逐漸壯大。

## 家族背景
氏康元服前，幼名為與父祖相同的「新九郎」，象徵他嫡男——未來家族繼承人的身份。成年後，襲任從五位上、「左京大夫」、「相模守」等官位。
氏康的祖父北條早雲原名伊勢盛時，出自歷任室町幕府要職的世家；1467年應仁之亂時，盛時響應駿河（今靜岡縣中部）守護今川義忠率軍「上洛」之舉，而與之結好。後來盛時的姊妹（北川殿）嫁義忠為妻，生下今川家嫡男「龍王丸」（即後來的今川氏親）；1487年，盛時離開京都，前往駿河，擁立外甥氏親，然後憑著機運及謀略，從伊豆國（今靜岡縣東部的半島部份）發跡，成為一介戰國大名。
盛時（宗瑞庵早雲）的嫡男氏綱繼承家業後，附會鎌倉幕府執權北條氏的故事，改氏「北條」，史稱後北條家；氏綱一代改以位在相模國（今神奈川縣）西部的小田原城為根據地，朝甲斐、武藏（今東京都及埼玉縣）等鄰國攻略。氏綱有女（芳春院；氏康胞妹），由古河公方足利晴氏收為側室，生下次男義氏；日後，小田原城方面即以義氏為傀儡，試圖掌握統攝關東的名義。另外，氏綱命三子為昌（氏康胞弟）出任位在相模國東部的玉繩城主；而有一出自駿河福島氏的武將拜為昌為養父，並娶氏綱之女（大頂院殿）為妻，繼承了玉繩北條家，此人即為後來的名將北條綱成。
由於今川北條兩家淵源，氏康以氏綱嫡男身份，迎娶了今川氏親之女（「瑞溪院」）做為正室。
氏康子女眾多，男子長大成人者包括後來繼任家督的氏政、氏照、氏邦、氏規、氏忠、氏光，以及過繼予越後（今新潟縣）國主上杉謙信為養子的三郎景虎等；女兒則包括嫁與今川氏真為正室）的「早川殿」（法名「藏春院」），以及嫁與武田勝賴為繼室的「桂林院」等。

## 生涯前期
1515年（永正12年）北条氏康誕生於後北條氏的本城小田原城，母親為二代當主氏綱的正室「養珠院」；作為氏綱的嫡男，他在重臣清水吉政的指導下成長。
當時在氏綱的領導下，北條家迅速擴張勢力，連敗山內、扇谷兩上杉家，支配武藏國大半領地，並出兵北鄰甲斐郡內地方及東鄰的「總州」。1530年（享祿三年），氏康於小澤原之戰「初陣」，擊敗扇谷上杉家督朝興；後於1535年（天文四年）甲斐山中湖畔之戰（對抗甲斐守護武田信虎）、1537年（天文六年）河越城攻略（對抗繼承了上杉朝興的朝定及其家臣），以及1538年（天文七年）第一次國府台之戰（對抗「小弓公方」足利義明和房總半島新興勢力里見義堯）等，均參陣並立下戰功。
天文6年（1537年）7月，與父親共同在鎌倉鶴岡八幡宮的社領寄進、天文8年（1539年）6月，獲得將軍足利義晴所贈的巣鷂（雛鷹）。
然而，1536年（天文五年）以後，由於今川家家督之爭（「花倉之亂」）的影響，今川家新主義元改與武田信虎聯手，北條家乃轉為與之敵對，以富士川以東的駿河國土為戰場多次交兵（「河東之亂」）；第一次國府台戰後，原本倚賴北條氏綱支持的「古河公方」足利晴氏，也開始忌憚北條家獨大，而轉與兩上杉家聯手。北條家因而陷入四面受敵的困境。據歷史學家推測，氏康於1538年至1541年間繼任家督；天文10年（1541年）氏綱死去、擔任家督成為第3代當主。一説為天文7年（1538年）氏綱隠居，並將家督讓給氏康，自己擔任後見人。氏綱死前留下5條家訓。

## 勢力擴大及三國同盟
1545年（天文14年）氏康在駿河東部與今川義元軍對陣之際，關東管領山內上杉家當主上杉憲政，聯合上杉朝定及古河公方足利晴氏，集結號稱8萬大軍，包圍僅有3000北條軍駐守的河越城。義元是為了奪回之前被北条氏綱占據的東駿河而出兵（第二次河東ㄧ亂）。氏康自駿河急行退兵之際，今川軍隨即攻陷吉原城及長久保城，狀況非常不利北条。經由甲斐新國主武田晴信（日後的「信玄」）的斡旋，氏康割讓東駿河的河東之地為條件與今川義元和解，從而氏康得以回師關東，全力對抗足利上杉聯軍。
1546年（天文15年）氏康親率8千軍勢馳援河越城，首先去信兩上杉與足利：「此前所占據的土地ㄧ概歸還。」以麻痹圍城軍。並與守將北条綱成協同展開夜襲，一舉擊潰軍心渙散的足利、上杉聯軍，甚至擊斃上杉朝定，致使扇谷上杉家絕嗣而亡，上杉憲政流亡上野平井城，足利晴氏遁走下總。河越夜戰北条軍以絕對劣勢之兵力取得全勝，被譽為「日本戰國三大奇襲戰」之一；此役之後，北條家不僅支配武藏全境，天文19年（1550年）並攻入上野國（今群馬縣）境內，天文20年迫使上杉憲政逃離居城平井城，流亡常陸（今茨城縣）、越後等國。
1554年（天文23年）出兵下總，控制自1455年享德之亂以來關東公方的駐在地古河御所，逼退足利晴氏，將其幽禁於秦野，代之以由「芳春院」所出的次男義氏，並以氏照繼承大石氏、氏邦繼承藤田氏，藉由實質的門眾，氏康樹立了北条家關東霸主的地位。同年，利用今川義元出兵三河，趁隙攻入駿河，與今川及武田援軍對陣。然而，通過今川家重臣太原雪齋的仲介，氏康終與今川義元、武田晴信達成協議（傳說中的「善德寺會盟」），以迎娶晴信之女（黃梅院）為嫡男氏政正室，並將女兒（藏春院）嫁與義元嫡男氏真做為正室等條件，締結了「甲相駿三國同盟」。

## 對抗上杉謙信和反北條勢力
三國同盟成立後，氏康加緊關東支配的步伐，與里見義堯爭奪上總領地；然而1555年（弘治元年）三浦三崎之戰，北条水軍敗於里見水軍，氏康在房總半島的擴張受挫。1557年（弘治三年），足利晴氏的嫡男藤氏趁機起兵反抗北條家，結果失敗，與上杉憲政同樣流亡越後，投靠春日山城主長尾景虎（即日後的上杉謙信）。
1559年（永祿二年）將家督之位讓予氏政，隱居於小田原城，被家臣稱為「御本城様」，仍掌握家中軍政大權。
1561年（永祿四年），從流亡越後的上杉憲政處繼承上杉宗家家督名份的上杉政虎（由長尾景虎改名），以擁護正統關東公方足利藤氏為名義，大舉出兵關東；關東各地原上杉家臣及反北條勢力紛起響應，集結成號稱超過十萬的空前大軍，壓制包含古河御所在內的諸多據點，並以藤氏取代義氏為關東公方。上杉連合軍包括上野的白井長尾氏、惣社長尾氏、箕輪長野衆、沼田衆、岩下斎藤氏、金山横瀬氏、桐生佐野氏。下野的足利長尾氏、小山氏、宇都宮氏、佐野氏。下總的簗田氏、小金高城氏。武蔵的忍成田氏、羽生廣田氏、藤田衆、深谷上杉氏、岩付太田氏、勝沼三田氏。常陸的小田氏、真壁氏、下妻多賀谷氏、下館水谷氏。安房的里見氏。上總的東金酒井氏、飯櫃城山室氏，以及佐竹氏。
北条氏則包括上野國館林赤井氏、武藏國松山上田氏。下野國那須氏。下總結城氏、下總守護千葉氏、臼井原氏。上總國土氣酒井氏。常陸國大掾氏等人。守備方面，玉繩城為北条氏繁、瀧山城及河越城為北条氏堯、江戶城、小機城及由井城為北条氏照、三崎城為北条綱成、津久井城則為内藤康行，氏康、氏政父子則率軍固守小田原城。由於城堅糧足、全軍戰志堅定，加上當時發生「永祿的饑荒」，武田信玄在信濃川中島所築的海津城也完工。終使來襲的上杉軍無功而退。政虎於鎌倉鶴岡八幡宮正式就任關東管領職後，在攻小田原城不克、諸將失和、糧草不濟，以及武田信玄煽動越中國一向一揆反叛等等不利狀況下，不得不收兵北返；北条軍趁勢追擊，取得局部勝利。上杉政虎自關東撤退後，北條家聲威復振，在關東支配權的爭奪中，逐漸佔得上風。其中，謙信就任關東管領時，自北条方叛離的下總國千葉氏、高城氏再度歸參，氏康自謙信歸國前的6月開始，試圖逐步奪遭上杉氏奪取的領地，9月時攻滅武藏國三田氏，領地授予氏照，此外，為奪回氏邦所繼承的藤田氏的領地，攻略秩父日尾城、天神城，順利奪回武藏北部。
之後，武藏國的小田氏、深谷城的上杉憲盛也再度歸參，也順利寢返上野國的佐野直綱及下野國的佐野昌綱，但昌綱不久再度向謙信降伏。氏康向武藏國進軍，11月27日爆發生野山之戰，北条氏康擊退剛歷經第四次川中島之戰的上杉勢，北条趁勢向上野武藏進軍，成功使得秩父高松城降伏，完全收復氏邦的領地。
1562年（永祿5年）北条軍再度壓制古河御所，足利藤氏被擄往小田原城，終焉不明。
1563年（永祿6年），於第四次川中島之戰獲得戰略性勝利的武田軍，攻向上杉家在北武藏的據點松山城；里見義堯應上杉輝虎（由政虎改名）之邀，派嫡男義弘領兵馳援，雖突破北條軍封鎖進入武藏國境，卻因松山城陷落而只得退兵。翌年，1564年，為支援反叛北条家的江戶城守將太田康資，義弘率軍1萬2千進佔上總武藏邊境的國府台城；氏康、綱成等領兵2萬與之對抗，隨然兵力佔有優勢，但里見家精銳盡出，北条在失去遠山綱景等有力將領下苦戰而勝（第二次國府台之戰），里見退回安房國，嗣後北條家勢力深入上總。
永祿8年（1565年），氏康進攻關東中原據點關宿城，該城位於利根川等水系之要地，氏康非常重視，但遭到城主簗田晴助激烈抵抗，北条軍無奈撤退（第一次關宿合戰）。之後，由於謙信攻略臼井城及和田城失敗，以及箕輪城陷落等因素，造成武藏國成田氏、深谷上杉氏、上野國由良氏、富岡氏、館林長尾氏、下野國皆川氏、上總國酒井氏、土氣（土岐）氏、原氏、正木氏等豪族均向北条氏降服。
1567年（永祿10年），氏康策動上杉家臣上野厩橋城主北條高廣（與後北條氏並非同族）反叛，重挫上杉謙信的關東經略。然而，同年的三船山之戰，由氏政、氏照指揮的北條軍進攻安房國里見家，但由於正木氏等國人眾與里見氏內通，因而敗於由義弘指揮的里見軍，北條家喪失上總國南部地區，對房總半島的影響力再度受挫，女婿太田氏資更於此戰陣亡。

## 生涯後期及相越同盟的轉折
當北條武田聯手在關東地方及北信濃（今長野縣）對抗上杉的同時，東海道（範圍包括今愛知、靜岡、山梨、神奈川、埼玉、千葉、茨城等縣及東京都）形勢大變，導致甲相駿三國同盟瓦解，牽動東日本勢力重整。1560年今川義元於尾張（今愛知縣西部）桶狹間戰死後，三河（今愛知縣東部）岡崎城主德川家康獨立，今川家東海道霸權的地位開始動搖。武田信玄為趁機奪取今川家領地，終於1568年（永祿11年）發兵一萬二千攻入駿河；德川家康也由三河發兵攻入遠江（今靜岡縣西部）。今川家新當主氏真雖與上杉謙信結盟，且動員有一萬五千兵力，仍難獨力抵擋武田、德川兩軍交相入侵，今川軍與武田軍作戰後敗北，同時德川軍侵攻掛川城，氏真除派出援軍外，也向北条家求援，由於氏真是北条家的女婿，於是氏政親率4萬5千大軍強力干預，於薩多峠與武田軍對峙，方迫使兵力居劣勢的武田軍（一萬八千）退兵。氏康預期信玄與德川之間也互不信任，於是與德川締結密約共同夾擊駿河。此時，富士信忠於大宮城擊退武田軍的進攻，信玄有鑑於兵鋒受挫並考量駿河難以防守，於是從駿河國退回甲斐。北条氏順勢奪取興國寺城、葛山城、深澤城等東駿河領地。自此，氏康與信玄轉變為敵對關係，甲相同盟出現破綻，以此為契機，北條家與上杉謙信和解，以氏康七男成為謙信養子（日後的上杉景虎），上杉方由謙信家臣柿崎景家之子晴家至北条家擔任人質為條件，雙方於永祿11年（1569年）締結「相越同盟」；北條高廣又復仕於上杉家。根據「相越同盟」，謙信承認氏康外甥足利義氏為關東管領之主，成為古河公方，氏康、氏政則承認謙信為公方的執事，亦即關東管領，且上野、武藏北邊等地區為上杉氏領有，謙信則承認北条氏領有相模、武藏大半的領地。
1569年（永祿12年）9月，武田軍入侵武藏國，但氏邦據守鉢形城，氏照據守瀧山城，武田軍於是撤退，同年10月，武田信玄率軍2萬攻向小田原城，氏康、氏政父子決定籠城守備；武田軍攻至城下，見無法破城，4天後於城外放火撤退。氏政親率軍勢2萬餘追擊，並命分別負責守備甲州街道及秩父地方的氏照、氏邦集結另2萬兵力，意圖前後夾擊退卻的武田軍；不料氏照、氏邦所部先在相模北境的三增峠隘口與武田軍交戰，雖然討取武田家譜代家老淺利信種，但仍遭武田軍擊敗，氏政聞訊隨即收兵返回小田原城（三增峠之戰）。武田軍返國後再次出兵進攻駿河，今川家於是在武田、德川兩家夾擊下滅亡；北條家聯合上杉、今川以制衡武田的戰略構想從而落空。此役受挫，刺激北條家加強對甲斐方面的防務，著名的環繞小田原城方圓九公里之「總構え」（環繞外郭及部分城下町的最外圍防禦工事），以及八王子城築城等工程，據信均由此而發。
相越同盟成效不如預期，常陸佐竹義重等反北條大名甚且改與武田聯手，依然繼續對抗北條，徒然提升武田信玄在關東的影響力；有鑑於此，氏康乃決定重新檢討其同盟策略，但氏康於元龜元年（1570年）8月左右中風，元龜2年（1571年）5月10日發出最後的文書，隔年，1571年10月21日（元龜2年舊曆10月3日），氏康於小田原城病逝，享年57歲，留下「放棄相越同盟、與武田家和解」的遺命。不久，氏政遵照父命，於12月27日重新與武田家結盟，接受武田家支配駿河的事實；關東自此又再回到北條武田聯手對抗上杉的格局。

## 性格和評價

### 個人軼事
氏康年輕時曾有懦弱之名；但經素富勇名的師傅清水吉政教育，終於成長為堅強果敢的能將。第五次河越城之戰北條軍大勝之際，氏康親自領軍追擊敗逃的敵軍；部將多目元忠為免主將涉險，擅發號令收兵，事後氏康未加責備，反予褒獎。
氏康文化造詣頗有名聲，尤其長於歌道，堪稱「文武相兼之名將」。此外，戰國亂世常有因爭嗣而起的內亂；但氏康諸子團結、傳承順利，亦見其治家之功。
氏康曾在一次用餐時，看見嫡子氏政在吃茶泡飯時須重覆加茶水，便感嘆連吃飯時拿捏茶水份量這種小事都作不好，恐怕北條氏就要敗亡在氏政這一代，一語成讖。

### 領國治理
後世對氏康的領國治理評價甚高，而有「戰國第一民政家」之譽。
氏康當政的1542年（天文十一年），北條家在其勢力範圍內（包括伊豆、相模兩國全境，以及駿河、武藏兩國部分地區）實行檢地；此外，實施稅制改革、推行以明「永樂通寶」為統一貨幣，奠定了後北條氏政權殷實的統治基礎。
氏康時期除建立起小田原「評定眾」、「傳馬」等軍事制度外，在他隱居之際，還下令調查家臣領地收入及軍備負擔等狀況，由奉行安藤良整編成《小田原眾所領役帳》，以利動員管理；又頒布「德政令」，與民生息，使小田原城下町發展成關東首屈一指的繁榮市街，吸引了為數眾多的文化人及各種工藝職人。此外，「目安箱」（供領民直接投訴用）、官僚評定，以及明定田賦「四公六民」等制度，也發揮了攏絡領民、監察家臣的功能；由於成效良好，這些制度後來都被統治關東的德川家康採納，沿用至江户時代。

### 軍事外交
在軍事方面，氏康領導北條家擊破山內、扇谷兩上杉家及古河公方等傳統勢力，又與「越後之龍」上杉謙信、「甲斐之虎」武田信玄等名將周旋，立於不敗之地，博得「相模之獅」之名。
善戰之餘，氏康外交手腕務實、靈巧，也是北條家能在強鄰環伺中發展壯大的原因之一。他放棄前代自「河東之亂」以來奪取的東駿河領地，而與強鄰今川義元化敵為友，終能達成消滅兩上杉家，奪取武藏、上野等國領地的戰略目標；與今川、武田共同締造三邊同盟，確定彼此勢力範圍後，又利用上杉謙信、武田信玄兩強相爭的局面，扮演有效的平衡者，在避免決戰的狀況下保全了北條家在關東地方的大部分擴張果實。

## 家臣團

### 親族及直屬家臣
| 成年男子 - 北條氏政（嫡男） - 大石氏照 - 藤田氏邦 - 北條氏規 - 北條氏忠 - 北條氏光 - 上杉景虎（過繼予上杉謙信） | 一門（親族）眾 - 北條幻庵（叔父） - 北條為昌（胞弟，相模玉繩城主） - 北條綱成（義弟） - 北條氏繁（綱成嫡男） - 北條綱房（為昌養子） - 北條氏堯（胞弟） - 北條綱高（義兄弟） | 五色備（直屬部隊）、御馬迴（侍衛）、評定（幕僚）、奉行、忍者諸眾 - 多目元忠 - 間宮綱俊 - 間宮康俊 - 梶原景宗 - 安藤良整 - 石巻康敬 - 山角康定 - 板部岡江雪齋 - 風魔小太郎 |

### 御由緒六家等世襲宿老、家老
| - 大道寺盛昌（相模鎌倉代官） - 大道寺政繁（武藏河越城代） - 松田憲秀 | 伊豆眾 - 清水綱吉 - 清水吉政 - 清水康英 駿河眾 - 垪和氏堯 - 垪和氏續（駿河興國寺城主） - 垪和康忠 | 小机眾（南武藏） - 笠原綱信 - 笠原信為 - 笠原康勝 - 笠原政堯 | 江戶眾（東武藏） - 富永直勝 - 遠山綱景 - 遠山隼人佐 - 遠山政景 - 遠山康光 |

### 降將
| - 太田資高（原武藏江户城主） - 大石定久（原武藏守護代；將家督之位讓予北條氏照） - 藤田康邦（原武藏天神山城主；將家督之位讓予北條氏邦） - 太田資顯（原武藏岩付城主） | - 上田朝直（武藏松山城主） - 上田長則 - 上田憲定 - 成田長泰（武藏忍城主） - 成田氏長 - 成田泰季 |

## 登場作品

### 小說
- 北條氏康（學研、永岡慶之助（日语：永岡慶之助）著）
- 北條氏康：與信玄、謙信爭霸的關東之雄（PHP研究所、菊池道人（日语：菊池道人）著）
- 北條氏康：構築關東王道樂土的男人（PHP研究所、伊東潤（日语：伊東潤）著）
- 面傷 北條氏康（叢文社、二階堂玲太著）
- 北條龍虎傳（新潮社、海道龍一朗（日语：海道龍一朗）著）

### 影視劇
- 天與地（1969年、NHK大河劇、演：中村梅之助（日语：中村梅之助 (4代目)））
- 女人風林火山（日语：おんな風林火山）（1986年、TBS、演：梅宮辰夫）
- 武田信玄（1988年、NHK大河劇、演：杉良太郎）
- 風林火山（2007年、NHK大河劇、演：松井誠）
- 女城主 直虎（2017年、NHK大河劇、演：鶴田忍（日语：鶴田忍 (俳優)））

### 遊戲
- 戰國無雙系列 &無雙OROCHI系列（配音：石塚運昇、江原正士）

## 註腳
1. ↑  日本古代習以中國古都洛陽的「洛」字借代「都城」；所謂「上洛」，即指派駐地方的官員前往京都一事。
2. ↑  義忠於1476年意外戰死後，其堂兄弟小鹿範滿出面與年幼的龍王丸爭奪家督之位；今川家臣因此分成兩派，僵持不下，最後以範滿暫代家督，待龍王丸成年後歸政為條件，勉強達成協議。1487年龍王丸成年，盛時應北川殿的請求，自京都來到駿河，打敗支持小鹿範滿的勢力，擁立氏親；從此，盛時成為今川家的客將，先利用關東「享德之亂」（反幕府的鎌倉／古河公方足利成氏，對抗山內、扇谷兩上杉家以及幕府派遣的堀越公方）的契機，奪取伊豆國領地，再趁「長享之亂」（兩上杉家互鬥）之機，轉戰於相模國境，奪取小田原城。
3. ↑  「鎌倉公方」在室町幕府的統治體制中，原為代替遠在京都的征夷大將軍統攝東日本的代理人，「公方」即為當時武家對將軍的敬稱；但自四代足利持氏以來，鎌倉公方卻變成一不受幕府管制的政治、軍事勢力，並於對抗幕府及上杉聯軍的戰爭中，移往古河城，成為「古河公方」。「關東管領」原為隨鎌倉公方「下向」關東的輔臣，例由名門上杉氏出任，後與鎌倉公方對立，內部又因爭奪關東管領名義而分裂為山內（宗家）、扇谷兩家。上述武家高層的權力鬥爭，在關東地方造成了持續數十年混戰的局面，給許多中階武士和地方豪族創造了抬頭的機會。氏綱改氏北條，顯示其效法桓武平氏出身的執權北條氏，雄踞關東、把持幕政的雄心——亦即志在取關東管領而代之，可見新興勢力後北條氏，自始即以上杉氏為主要挑戰對象；且就地緣政治而言，後北條氏所奪取的領國——伊豆、相模、武藏，原守護名義均為上杉家所有，雙方間之敵意實難化解。
4. ↑  下總國位於今東京都與埼玉、千葉、茨城諸縣的交界地帶，上總國則相當於今千葉縣中部；兩地在古代合稱「總州」，在戰國時代是古河公方、上杉氏，以及宇都宮、結城、千葉、里見等勢力角逐的主要戰場。